# Cyclopia dregeana
Cyclopia dregeana là một loài thực vật có hoa trong họ Đậu. Loài này được Kies miêu tả khoa học đầu tiên.